# Podwójne życie Ingi

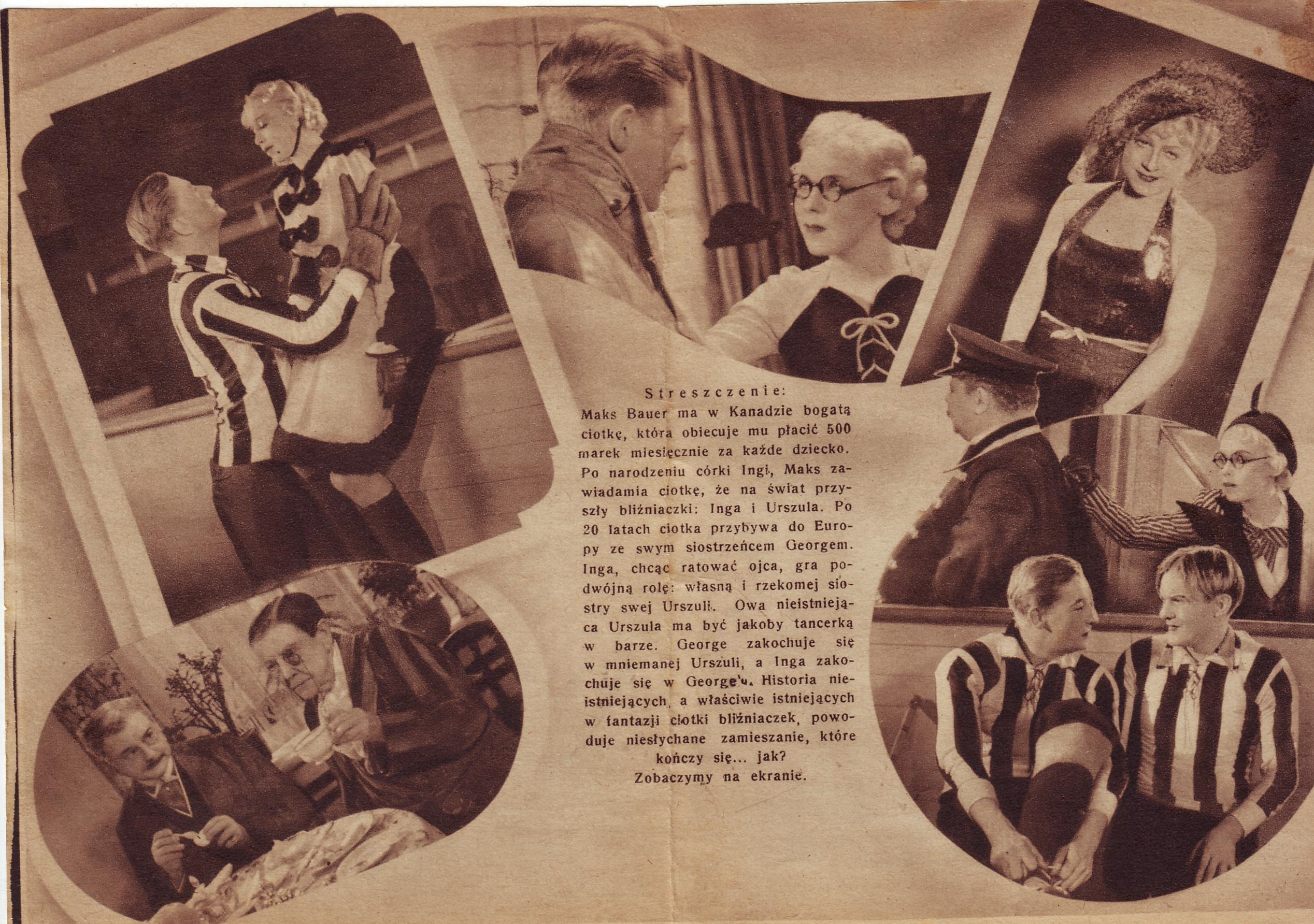
Podwójne życie Ingi

Podwójne życie Ingi (niem. Engel mit kleinen Fehlern) – niemiecka komedia z 1936 roku w reżyserii Carla Boese. Premiera filmu odbyła się 31 marca 1936.

## Fabuła
Bogata ciocia Mary z Kanady obiecuje Maxowi Bauerowi płacić co miesiąc 500 marek na każde jego dziecko. Po urodzeniu córki Ingi, Max informuję ciocię, że urodziły się bliźniaczki Inga i Urszula. Po dwudziestu latach ciocia przyjeżdża do Maxa. Inga, postanawia uratować ojca udając swoją siostrę bliźniaczkę.

## Obsada
- Charlott Daudert jako Inga / Urszula Bauer
- Ralph Arthur Roberts jako Max Bauer
- Adele Sandrock jako ciocia Mary
- Jack Trevor jako George
- Franz von Bokay jako Erik
- Kurt Vespermann jako manager
- Grethe Weiser jako Rita Cornelli
- Paul Westermeier jako Franz Tanneberg
- Gaston Briese	jako portier Schlaupe
- Gerdi Gerdt jako Zofe